# Wilhelm Gustloff

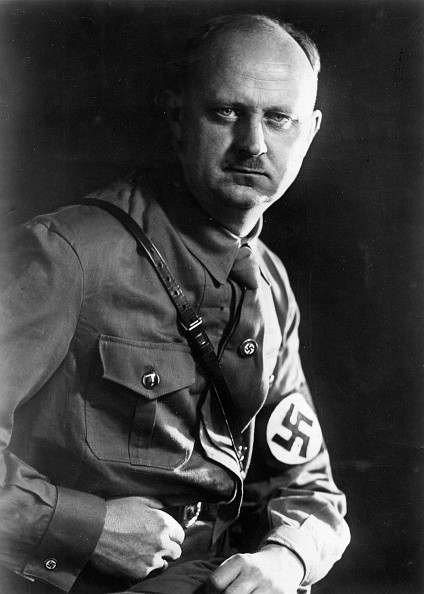
Wilhelm Gustloff

Wilhelm Gustloff (* 30. Januar 1895 in Schwerin; † 4. Februar 1936 in Davos, Schweiz) war ein deutscher Nationalsozialist und Landesgruppenleiter der NSDAP-Auslandsorganisation (AO) in der Schweiz. Nach ihm wurden die Wilhelm-Gustloff-Stiftung und das KdF-Kreuzfahrtschiff Wilhelm Gustloff benannt.

## Persönliches
Gustloff schloss die mittlere Reife ab und beendete eine Lehre als Bankkaufmann. Er hatte ein chronisches Lungenleiden und einen angegriffenen Kehlkopf, weshalb er im Ersten Weltkrieg nicht als Soldat einberufen wurde. 1917 siedelte er nach Davos über, um das Lungenleiden auszukurieren, und blieb danach in der Schweiz. Er fand eine Anstellung am Physikalisch-Meteorologischen Observatorium in Davos. 1923 heiratete Gustloff in Schwerin die Postbeamtentochter Hedwig Schoknecht. Die Ehe blieb kinderlos.

## Parteitätigkeit
1921 wurde Gustloff Mitglied des Deutschvölkischen Schutz- und Trutzbundes, trat 1927 der NSDAP bei und war ab 1932 hauptamtlicher Landesgruppenleiter der NSDAP-Auslandsorganisation in der Schweiz und zugleich Obmann der Hilfskasse der NSDAP. Nach der Machtergreifung der Nationalsozialisten im Deutschen Reich im Januar 1933 verstärkte Gustloff seine Aktivitäten und legte ein Netz von „Stützpunkten“ in Bern, Glarus, Lausanne und Zuoz und NSDAP-Ortsgruppen in Davos, Lugano, Zürich und Basel an. Mitte 1934 waren es bereits 27 Stützpunkte, 14 Ortsgruppen, an sieben Orten gab es HJ- und BDM-Gruppen, und eine ausgebaute Landesorganisation mit Sekretariat, Adjutant, Propagandaleiter, Schatzmeister und Presseobmann. Bis 1936 warb er unter den 100.000 Auslandsdeutschen in der Schweiz mehr als 5.000 als Parteimitglieder an und fand für den Nationalsozialismus auch unter den Schweizern Sympathisanten und Gönner, ohne das Ziel, die schweizerische Öffentlichkeit zu gewinnen, erreichen zu können.
Seine antidemokratische und antisemitische Propagandatätigkeit und die Durchführung von deutschen Wahlveranstaltungen auf Schweizer Boden führten im Dezember 1933 zur ersten einer Reihe von parlamentarischen Interpellationen (Anfragen), die vom Schweizer Bundesrat Johannes Baumann im September 1935 aus außenpolitischen Gründen hinhaltend beantwortet wurden. Gleichwohl drohte ab Mitte 1935 die Ausweisung Gustloffs, nachdem sein Propagandablatt Der Reichsdeutsche bekannt gemacht hatte, dass die politischen Leiter der Schweizer NSDAP/AO den Führereid geleistet hatten. Gustloff und die Leitung der AO in Deutschland versuchten nun, ihn als „Gesandtschafts-Attaché für Deutschtumsfragen“ unter diplomatische Immunität zu stellen, was allerdings die Akkreditierung erfordert hätte. Dies wollten die Schweizer nicht zulassen und drohten ihrerseits, in diesem Fall auch einen Diplomaten Gustloff zur persona non grata erklären zu können. Der Gesandte Ernst von Weizsäcker konnte zwar die Schweizer Politik zum Einlenken bringen, diese konnte aber die Schweizer Zeitungen nicht zügeln, welche nun auch eine Verwicklung Gustloffs in die Entführung Berthold Jacobs behaupteten. Weizsäcker demarchierte pflichtgemäß gegen Angriffe der Presse auf deutsche Regierungsmitglieder. Schließlich belastete Gustloff der Fall des promovierten Juristen und Doppelstaatlers Helmuth Kittelmann (1891–1943), der beim Schweizer Parlament als Parlamentsstenograf beschäftigt war und, als dies bekannt wurde, seine Mitgliedschaft in der Zürcher NSDAP-Ortsgruppe aufgeben musste. Als Gustloff Kittelmann ersatzweise die Mitgliedschaft in der Schweizer Landesgruppe der NSDAP/AO verschafft hatte, wurde Kittelmann fristlos und ohne Pensionsansprüche entlassen. Weizsäcker und Baumann versuchten noch am 20. Januar 1936 in einem diplomatischen Gespräch, die Wogen zu glätten, doch die Affäre war am 31. Januar 1936 noch nicht ausgestanden, als das St. Galler Tagblatt wiederum das Politische Department und dessen Bundesrat Giuseppe Motta unter der Überschrift Quousque tandem? zu einem schärferen Vorgehen gegen die NSDAP in der Schweiz aufforderte.

## Attentat
Gustloff, der zu seinem 41. Geburtstag, dem Jahrestag der „Machtergreifung“, in Berlin gewesen war, wurde nach seiner Rückkehr, am 4. Februar 1936, in seiner Wohnung in Davos vom jüdischen Studenten David Frankfurter mit einer Pistole erschossen. Nach seiner Entlassung aus dem Gefängnis in Chur im Sommer 1945 erklärte Frankfurter, er habe eigentlich nicht Gustloff töten wollen, sondern Adolf Hitler: „Das war mein erster Plan, aber er blieb unerreichbar.“
Die nationalsozialistische Propaganda erhob Wilhelm Gustloff zum „Blutzeugen der Bewegung“ und ließ seinen Sarg per Sonderzug ins Reich bringen. Zugleich war die nationalsozialistische Führung aufgrund der angespannten außenpolitischen Lage und der am 6. Februar beginnenden Olympischen Winterspiele in Garmisch-Partenkirchen darauf bedacht, es nicht zu gewalttätigen Ausschreitungen kommen zu lassen. Am 5. Februar 1936 gab Wilhelm Frick eine Weisung dazu:

„Betr. Verhütung von Ausschreitungen aus Anlass der Ermordung des Gruppenleiters Schweiz der NSDAP Gustloff.
Unter Bezugnahme auf meinen Erlass zur Verhinderung von Ausschreitungen vom 20. 8. 1935 III P 3710/59 ordne ich im Einvernehmen mit dem Stellvertreter des Führers Rudolf Hess an, dass Einzelaktionen gegen Juden aus Anlass der Ermordung des Leiters der Landesgruppe Schweiz der NSDAP Wilhelm Gustloff in Davos unbedingt zu unterbleiben haben. Ich ersuche gegen etwaige Aktionen vorzugehen und die öffentliche Sicherheit und Ordnung aufrecht zu erhalten.“

Auch Adolf Hitler beschränkte sich bei seiner Rede zu Gustloffs Beerdigung in Schwerin auf eine „relativ zurückhaltende“ und „für seine Begriffe maßvolle“ Rede. Der „jüdische Feind“ sei nun zum ersten Mal offen und ohne Mittelsmänner in Erscheinung getreten; für die Schweiz sei es ein „Ruhmesblatt“, dass sich niemand zu dieser Tat habe dingen lassen. Allerdings forderte Hitler bald darauf einen Gesetzentwurf zur Erhebung einer „Judensondersteuer“ und ordnete an, „die Vorbereitungen eines entsprechenden Gesetzentwurfes so zu beschleunigen, dass die Möglichkeit gegeben wäre, das Gesetz bereits nach Ende des Gustloff-Prozesses zu verkünden“. Der Historiker Uwe Dietrich Adam folgert, dass Hitler nur eine politisch weniger brisante Lage abwartete, um dann propagandistisch wirksam mit einer der späteren Judenvermögensabgabe vergleichbaren Strafaktion zu agieren; dies scheiterte schließlich aus Zeitgründen. Ian Kershaw wertet das Ausbleiben einer antijüdischen Gewaltwelle als Beleg dafür, dass das NS-Regime durchaus imstande war, die Aktionen der radikalen Parteimitglieder unter Kontrolle zu halten, wenn es opportun erschien.
Das neueste und größte KdF-Schiff, damals gerade in Auftrag gegeben, hätte auf den Namen Adolf Hitler getauft werden sollen, Hitler entschied jedoch, das Schiff Wilhelm Gustloff zu nennen. Die Taufe vollzog er 1937 gemeinsam mit Hedwig Gustloff, der Witwe des Ermordeten, die vor ihrer Ehe mit Gustloff bis zum 8. November 1923 Hitlers Sekretärin gewesen war. Sie erhielt monatlich einen Ehrensold von 400 Reichsmark von Hitler persönlich. Das Schiff wurde von einem sowjetischen U-Boot am 30. Januar 1945 versenkt, Gustloffs 50. Geburtstag.
In der Zeit des Nationalsozialismus wurden unter anderem in Magdeburg, Freital, Rodgau Nieder-Roden und Benneckenstein (Harz) Straßen nach Gustloff benannt, die später umbenannt wurden. In Düsseldorf wurde 1936 die heutige Nordparksiedlung Düsseldorf nach Gustloff benannt. In Schwerin erinnerte ein Denkmal in einem „Ehrenhain“ an ihn und andere „Blutzeugen“. Dort war im Fundament eines aufgestellten Findlings auch seine Urne beigesetzt. Denkmal und Findling wurden 1947 gesprengt.

## Roman / Film
- Günter Grass: Im Krebsgang. Eine Novelle. Steidl, Göttingen 2002, ISBN 3-88243-800-2.
- Konfrontation von Rolf Lyssy (1976)